# Dálnice 45 (Izrael)
Dálnice 45 (hebrejsky 45 כביש‎, Kviš 45) je krátká komunikace dálničního typu (s oddělenými vícečetnými jízdními pruhy, ovšem s úrovňovými křižovatkami) v Jeruzalémě a na Západním břehu Jordánu, postavená počátkem 21. století.

## Trasa dálnice
Prochází východozápadním směrem v prostoru severních předměstí Jeruzaléma. Začíná na okraji izraelské osady Giv'at Ze'ev, kde navazuje na dálnici číslo 443 přicházející od západu. Dálnice 443 je dopravně významná, protože poskytuje po dálnici číslo 1 druhé kapacitní spojení Jeruzaléma s pobřežní nížinou a aglomerací Tel Avivu. Odtud pokračuje již jako dálnice číslo 45 k východu, kde míjí palestinské vesnice Bir Nabala a al-Džudejra. V prostoru průmyslové zóny Atarot se z ní k jihu odpojuje dálnice číslo 50, která plní roli hlavního severojižního průtahu městem. Dálnice číslo 45 pak ještě pokračuje krátkým úsekem k východu, směrem ke kontrolnímu stanovišti Kalandia, kde je napojení na dálnici číslo 60, jež má klíčovou roli v severojižním provozu na Západním břehu Jordánu. Dálnice číslo 45 tak přes svou nevelkou délku propojuje hned několik silničních tahů, které mají zásadní význam pro dopravní toky v Jeruzalémě a jeho širším okolí.
Dálnice byla otevřena koncem roku 2002, současně se severním úsekem dálnice číslo 50. Otevření pro veřejnost se opozdilo kvůli bezpečnostní situaci (v té době vrcholila druhá intifáda). Podle původních plánů z konce 90. let 20. století se předpokládalo, že dálnice 45 bude daleko delší a na západě měla sahat až k městu Modi'in. Tuto roli ale v současnosti plní silnice číslo 443.